# Cascades de Stanghe
Les cascades de Stanghe (en allemand : Gilfenklamm) sont situées près de Racines, près de Vipiteno, entre la vallée de Ridanna et la vallée de Racines. 
Les cascades traversent la petite gorge de Stanghe, également connue sous le nom de ravin de Gilf (Gilfenschlucht). 

## Géographie

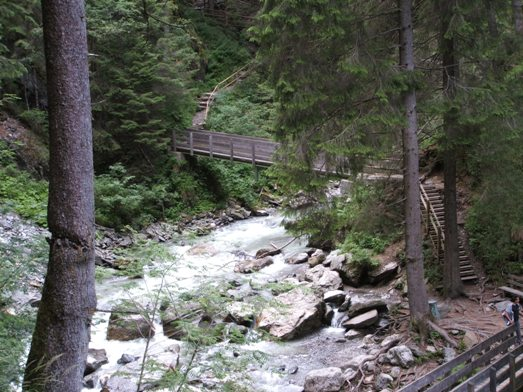
Le rio Racines qui est canalisé.

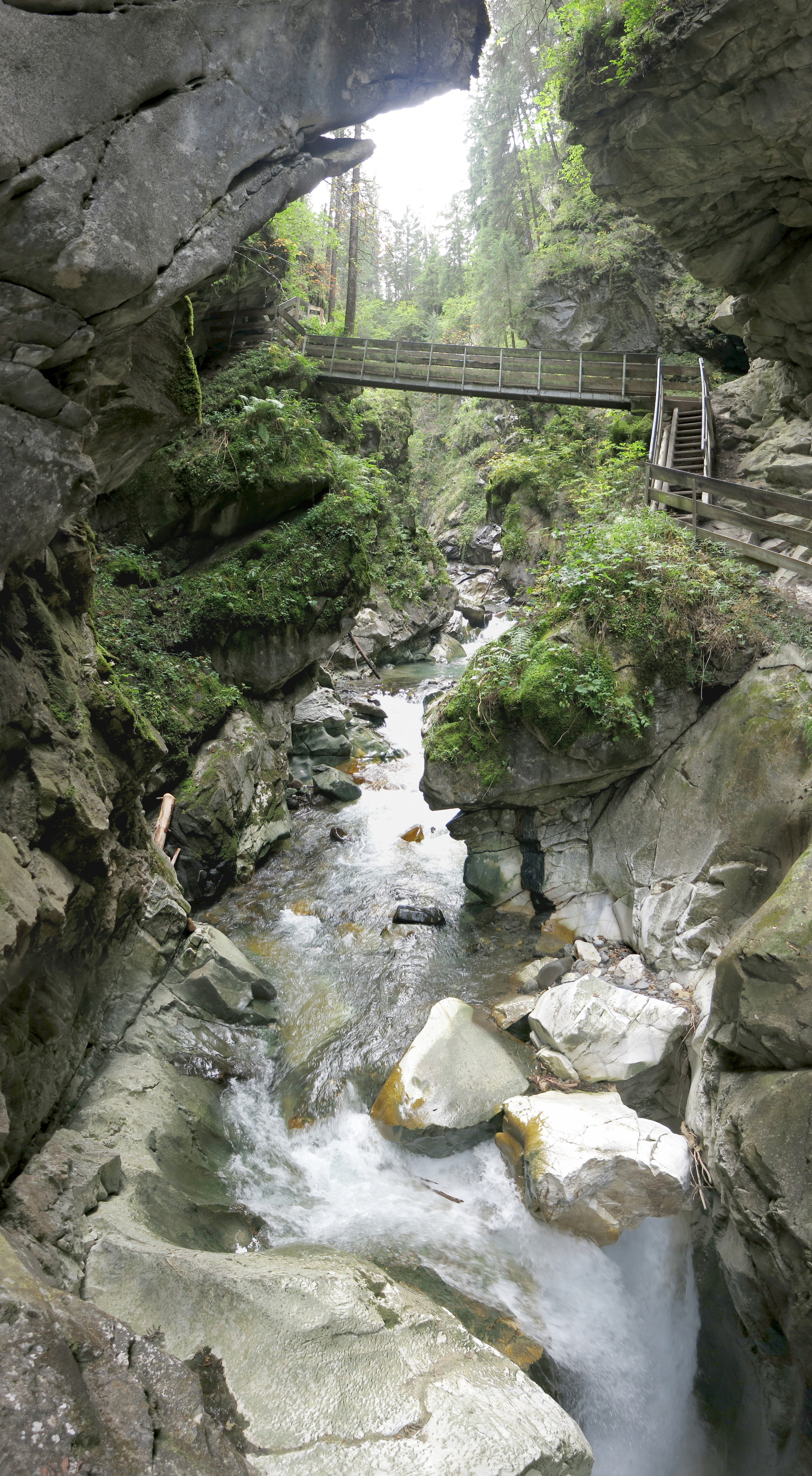
Vue du chemin le long des chutes.

Au début, le rio Racines n'était qu'un petit ruisseau, mais avec le temps, il a commencé à creuser des chemins souterrains à l'intérieur du marbre blanc, jusqu'à devenir un ruisseau impétueux. Cependant, au fil des années, le haut de la gorge est devenu noir et a présenté des reflets verts. 
La gorge est aujourd'hui considérée comme un monument naturel et peut être visitée pendant les saisons plus chaudes (c'est-à-dire à partir du mois de mai, jusqu'au mois de novembre), en une heure environ. La hauteur des cascades est de 175 mètres. 

## Toponymie
L'origine du nom du « ravin » (« Gilfenklamm ») trouve son origine dans l'ancien terme latin « colphus » (ou du grec « Kolphos »), qui peut être traduit par « calanque ».

## Histoire
L'une des premières explorations de la gorge s’est déroulée de 1893 à 1895. Elle a été ouverte au public le 2 août 1896. L'inauguration officielle a eu lieu le 25 juillet 1898. 
En 1961, l'association d'embellissement procéda à la restauration et à la réouverture de la promenade.